# Триганс
Трига́нс (фр. Trigance) — коммуна на юго-востоке Франции в регионе Прованс — Альпы — Лазурный берег, департамент Вар, округ Драгиньян, кантон Флейоск.
Площадь коммуны — 60,6 км², население — 158 человек (2006) с тенденцией к росту: 171 человек (2012), плотность населения — 2,8 чел/км².

## Население
Население коммуны в 2011 году составляло 167 человек, а в 2012 году — 171 человек.
| 1962 | 1968 | 1975 | 1982 | 1990 | 1999 | 2006 | 2008 | 2011 | 2012 |
| ---- | ---- | ---- | ---- | ---- | ---- | ---- | ---- | ---- | ---- |
| 106  | 100  | 107  | 122  | 120  | 150  | 158  | 160  | 167  | 171  |

Динамика населения:

## Экономика
В 2010 году из 106 человек трудоспособного возраста (от 15 до 64 лет) 80 были экономически активными, 26 — неактивными (показатель активности 75,5 %, в 1999 году — 68,3 %). Из 80 активных трудоспособных жителей работали 61 человек (39 мужчин и 22 женщины), 19 числились безработными (12 мужчин и 7 женщин). Среди 26 трудоспособных неактивных граждан 5 были учениками либо студентами, 11 — пенсионерами, а ещё 10 — были неактивны в силу других причин.
На протяжении 2010 года в коммуне числилось 76 облагаемых налогом домохозяйств, в которых проживало 142,5 человека. При этом медиана доходов составила 15 тысяч 580 евро на одного налогоплательщика.

## Фотогалерея

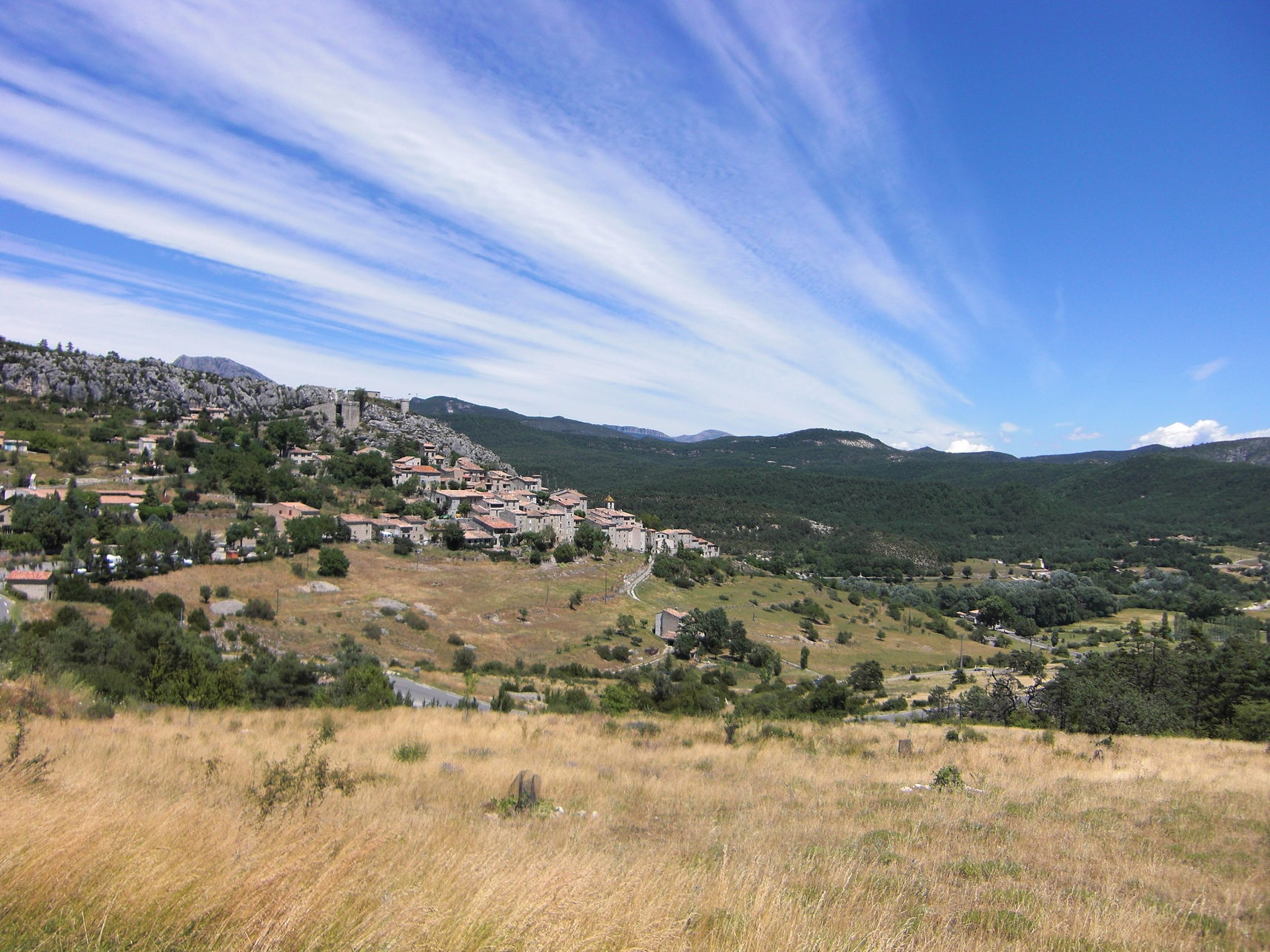
Вид на коммуну
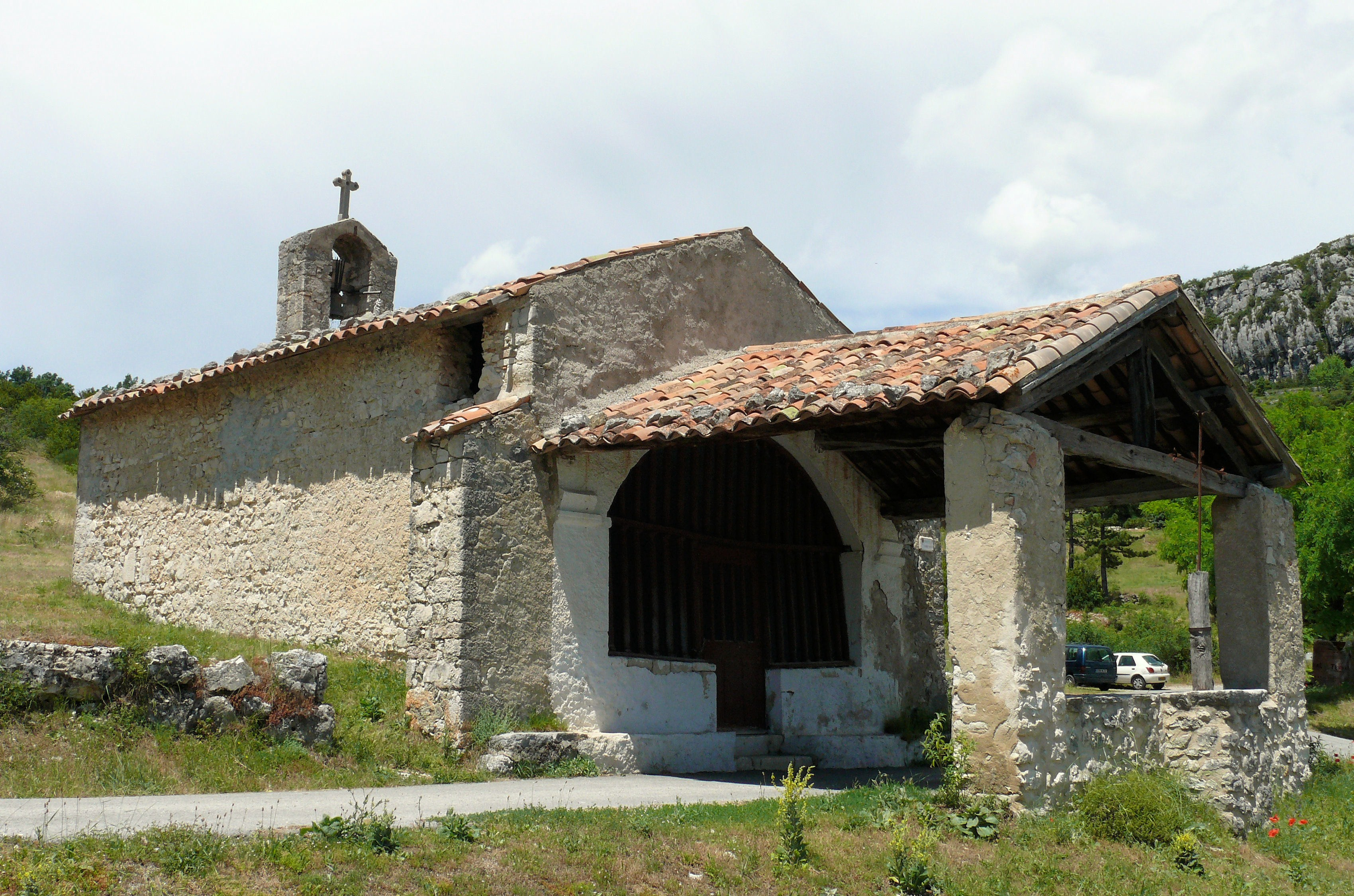
Церковь Сент-Рош